# Бриджитт Керков
Бриджит Керков (англ. Bridgette Kerkove; наст. имя — Патрисия Линн Фелкел (англ. Patricia Lynn Felkel)); род. 8 февраля 1977 года (Лос-Анджелес, Калифорния, США) — американская порноактриса и режиссёр.
Бриджит Керков появилась на сцене в конце 1995. Она снялась в более чем 400 сексуальных сценах, в том числе в сценах двойного и тройного проникновения, двойного анального и вагинального секса, мужского и женского группового секса, а также анального фистинга. Её фигура сначала была натуральной, с размерами 34B-22-34, но затем она накачала себе грудь до 34DD.

## Биография
Бриджит росла в Лос-Анджелесе, посещала католическую школу, а впоследствии колледж в Бербанке. Отучившись, вышла замуж за Скитера Керкова Skeeter, которому родила двоих детей, дочь Кайлинн Эшли (родилась 21 июля 2002) и сына Кэрсона Маверика (родился 24 октября 2004). До карьеры порноактрисы занималась оздоровительным бизнесом.

## Порнокарьера
В порнофильмах Бриджит появилась в конце 1998 года и с тех пор очень активно в них снимается. Иногда снимается вместе со своим мужем, который выступает под псевдонимом Skeeter. За первый год работы Бриджит снялась в 203 сексуальных сценах, за второй — в 207 сценах.
Бриджит также и лесбийская исполнительница. Страстность Бриджит не прошла незамеченной в индустрии, и она получила награду AVN как «Лучшая старлет года в 2000». В следующем году она уже выдвигалась на 13 номинаций. Бриджит можно также встретить в музыкальном клипе группы The HANGMEN на композицию BENT.
По данным на 2013 год снялась в 386 порнофильмах и срежиссировала 58 порнолент.

## Татуировки
Бабочка на левой лопатке, звёздочка на левой стопе, бабочка на правой стопе.
В 2008 году Бриджит удалила все свои татуировки на религиозной почве.

## Премии и номинации
- 2000 AVN Award — Лучшая восходящая звезда (Best New Starlet)[4]
- 2001 AVN Award — Самая возмутительная секс сцена (Most Outrageous Sex Scene) — In The Days of Whore[4]
- 2001 Venus Award — Лучшая Американская актриса (Best American Actress)[5]
- 2002 AVN Award — Лучшая групповая секс сцена (Best Group Sex Scene, Video — Succubus)[4]
- 2011 AVN Hall of Fame[6]